# 그웬 토런스
그웬 토런스(Gwen Torrence, 1965년 6월 12일~ )는 현재 은퇴한 미국의 육상 선수이며, 3개의 올림픽 금메달을 획득하였다.
조지아주 드카터에서 태어난 토런스는 컬럼비아 고등학교와 조지아 대학교에서 수학하였다. 토런스는 하계 올림픽, 실내와 실외 세계 육상 선수권 대회, 팬아메리칸 게임, 친선 경기, 세계 대학 경기에서 메달을 획득하였다.
1988년 국가 실내 선수권 대회 55m 경주에서 에블린 애쉬포드와 함께 동점을 얻었다. 그녀는 또한 플로렌스 그리피스 조이너와 함께 육상과 기자 회견에서 많이 싸우기도 하였다.
1995년 예테보리에서 열린 세계 육상 선수권 대회에서 100m와 400m 계주를 우승하였으나, 200m에서는 자신이 1위로 들어온 레인 밖으로 나간 이유로 실격당하고 말았다.
1992년과 1996년 2개의 올림픽에서 400m 계주 2연승을 한 그녀는 육상에서 은퇴한 후에 미용사가 되었다.